# توصيل الإشارة

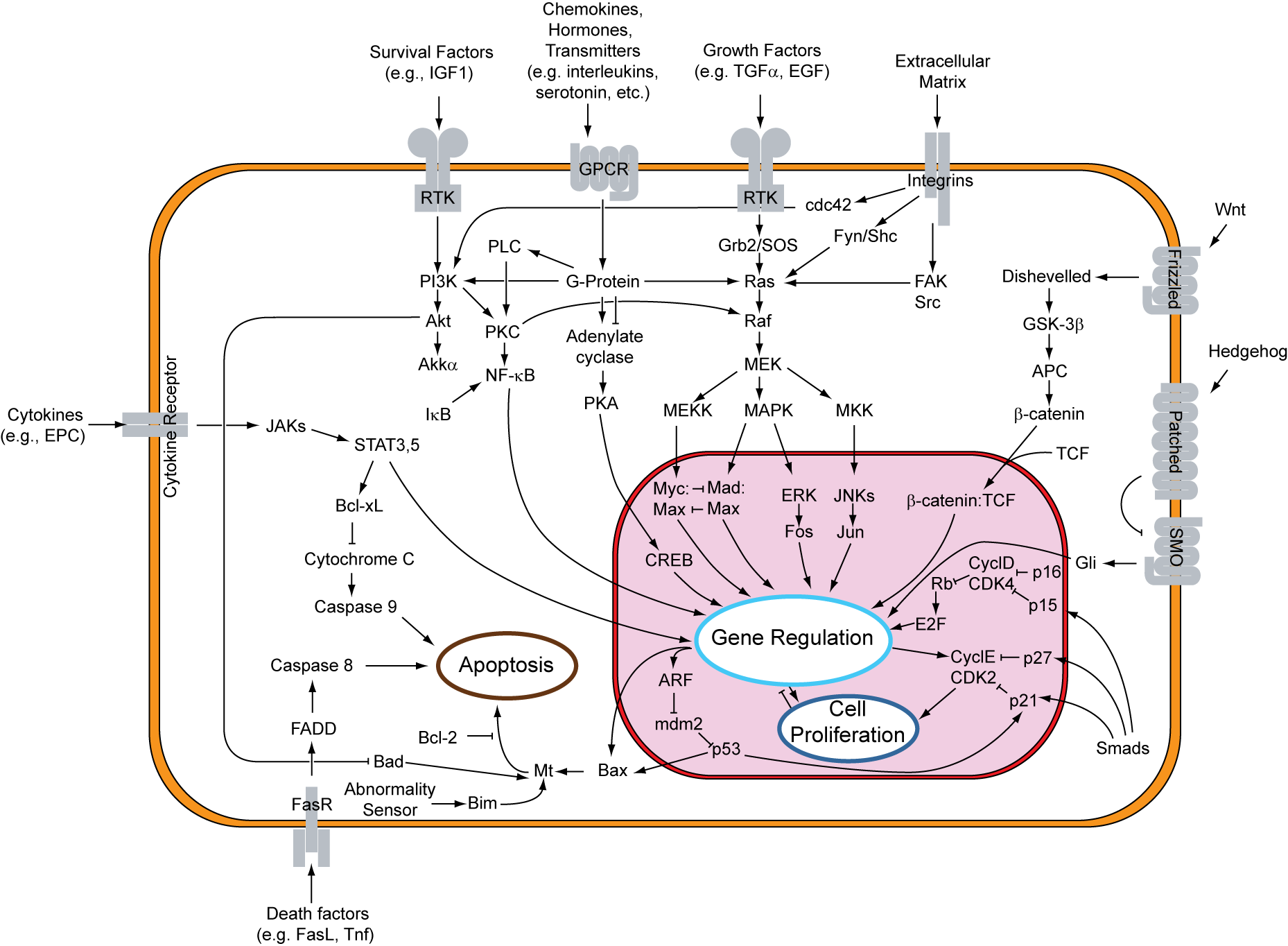
تمثيل مبسط لمسارات تنبيغ الإشارة الكبرى لدى الثدييات.

تنبيغ الإشارة  أو تحويل الإشارة أو نقل الإشارة (بالإنجليزية: Signal transduction)‏ هي العملية التي يتم من خلالها نقل إشارة كيميائية أو فيزيائية عبر الخلية على شكل سلسلة من الأحداث الجزيئية، أشهرها فسفرة البروتين المحفَّزَة بواسطة كيناز البروتين، والتي تُحدِث في النهاية استجابةً خلويةً. تسمى البروتينات المسؤولة عن كشف المنبهات في العادة مستقبلات، لكن قد يستخدم مصطلح مستشعر في بعض الحالات. تؤدي التغييرات التي يُحدثها ترابط الربيطة (أو استشعار الإشارة) بالمستقبل إلى تسلسل كيميائي حيوي، وهو سلسلة من الأحداث الكيميائية الحيوية التي تعرف بمسار التأشير.
تشكل مسارات التأشير حين تتآثر مع بعضها البعض شبكاتٍ تسمح بتنسيق الاستجابات الخلوية، في الغالب بواسطة أحداث تأشير مشتركة. على المستوى الجزيئي، تُحدث هذه الاستجابات تغيرات في نسخ وترجمة الجينات، تغيرات في تعديل ما بعد الترجمة والبنى الخاصة بالبروتينات، وكذلك تغيرات في أماكن تواجدها. هذه الأحداث الجزيئية هي الآلية الأساسية التي تتحكم في نمو الخلية، التكاثر، الأيض والعديد من العمليات الأخرى. لدى الكائنات متعددة الخلايا، تطورت مسارات تنبيغ الإشارة لتنظيم اتصالات الخلية بطرق متعددة ومتنوعة.
يُصنَّف كل مكون (أو عقدة) من مسار التأشير تبعا للدور الذي يلعبه بخصوص المحفز الأول. تسمى الربائط بالرسل الأولى في حين أن المستقبلات هي محولات الإشارات التي تُنشِّط المستجيبات بعد استقبال الإشارة. المستجيبات في العادة ذات صلة بالرسل الثانوية والتي يمكنها تنشيط مستجيبات ثانوية وهكذا. اعتمادا على كفاءة العُقَد، يمكن تضخيم الإشارة (مصطلح يعرف بكسب الإشارة) لكي يتمكن جزيء تأشير واحدٍ من توليد استجابة يساهم فيها من مئات إلى ملايين الجزيئات. كما هو الحال بالنسبة لأنواع الإشارة الأخرى، يتميز تنبيغ الإشارات البيولوجية بالتأخير، التشويش، إشارة التغذية الراجعة والتغذية المتقدمة والتداخل ويمكن أن تتراوح هذه الميزات بين مستوى يمكن إهماله إلى مستوى الإصابة بالأمراض. بتطور علم الأحياء الحاسوبي أصبحت دراسة وتحليل مسارات وشبكات التأشير أساسية لفهم الوظائف الخلوية والأمراض، بما في ذلك آليات تعديل أو تغيير مسارات التأشير الكامنة وراء الاستجابات المسببة لمقاومة الدواء.

## المنبهات
إن أساس توصيل الإشارة هو تحويل منبه معين إلى إشارة كيميائية حيوية. يمكن أن تختلف طبيعة هذه المنبهات بشكل كبير، مثل الإشارات خارج الخلية والأحداث داخل الخلايا. تصنف التنبيهات التي تصل إلى الجهاز العصبي المركزي على أنها حواس، تنتقل هذه التنبيهات من خلية عصبية إلى خلية عصبية أخرى في عملية تسمى الانتقال المتشابك. توجد العديد من آليات نقل الإشارات بين الخلايا الأخرى في الكائنات متعددة الخلايا، مثل تلك التي تحكم عملية التطور الجنيني.

### الروابط الكيميائية
تشتمل غالبية مسارات توصيل الإشارة على روابط جزيئية والتي تسمح بالارتباط بالمستقبلات التي تؤدي إلى تفعيل الأحداث داخل الخلية. يؤدي ارتباط الجزيء الناقل للإشارة بالمستقبلات إلى حدوث تغيير في شكل المستقبل، تُعرف هذه العملية باسم تنشيط المستقبل. تكون معظم الروابط عبارة عن جزيئات قابلة للذوبان من الوسط خارج الخلوي والتي ترتبط بمستقبلات على سطح الخلية، وتشمل عوامل النمو والسيتوكينات والنواقل العصبية. يمكن أيضًا أن ترتبط المكونات خارج الخلوية مثل الفبرونيكتين والهيالورونان بمثل هذه المستقبلات، بالإضافة إلى ذلك فإن بعض الجزيئات مثل الستيروئيدات قابلة للذوبان في الدهون، وبالتالي بإمكانها أن تعبر الغشاء البلازمي للوصول إلى المستقبلات النووية.
لا تأخذ جميع تصنيفات جزيئات نقل الإشارة في الاعتبار الطبيعة الجزيئية لكل عضو، فمثلًا تنتمي الروائح إلى مجموعة واسعة من الفئات الجزيئية مثلها مثل النواقل العصبية، والتي تتراوح أحجامها من جزيئات صغيرة مثل الدوبامين إلى الببتيدات العصبية مثل الإندورفين، وقد تتناسب بعض الجزيئات مع أكثر مثل الإبينفرين، فهو ناقل عصبي عندما يفرزه الجهاز العصبي المركزي وهرمون عندما يفرزه لب الكظر.

### القوى الميكانيكية
يشير إلى أن انتشار الأغشية القاعدية في الأنسجة الحيوية إلى أن معظم أنواع الخلايا تتطلب النقل عبر هذه الأغشية للبقاء على قيد الحياة. أدى ذلك لتطوير مسارات النقل الميكانيكي المعقدة، تُنظم مثل هذه الإشارات بشكل أساسي من خلال التصاقات بؤرية في الهيكل الخلوي بجزيئات الأكتين المرتبطة بالإنتغرين، ويمكن لهذه الجزيئات أن تسمح بالتصاق الخلايا المعتمدة على الكالسيوم لتتوسط في عملية النقل الميكانيكي، وتعتبر هذه الأشكال المتخصصة من النقل الميكانيكي داخل الجهاز العصبي هي المسؤولة عن الحواس الميكانيكية: السمع واللمس وحس اللمس العميق والتوازن.

### الأسمولية
يعد التحكم الخلوي بالضغط الأسمولي أمرًا مهمًا لتحقيق التوازن على جانبي الغشاء الخلوي، وهناك ثلاث طرق يمكن للخلايا من خلالها اكتشاف التغيرات التناضحية: مثل التغيرات في الكثافة الجزيئية، والقوة الشاردية، والتغيرات في خصائص الغشاء البلازمي أو الهيكل الخلوي. يكشف عن هذه التغييرات عن طريق البروتينات التي تُعرف باسم مستقبلات التناضح.

### الضوء
يتحكم الضوء عند الثدييات في حاسة البصر والساعة البيولوجية اليومية عن طريق تنشيط البروتينات الحساسة للضوء في الخلايا المستقبلة للضوء في شبكية العين. يُكتشف الضوء بواسطة الرودوبسين الموجود في الخلايا العصوية والمخروطية في شبكية العين. أما في حالة الساعة البيولوجية اليومية فيعتبر الميلانوبسين هو المسؤول عن الكشف عن الضوء في الخلايا الشبكية الحساسة للضوء.

## المستقبلات داخل الخلايا
للمستقبلات داخل الخلايا أنواع مختلفة مثل المستقبلات النووية والمستقبلات السيتوبلازمية. تتكون الروابط النموذجية للمستقبلات النووية من هرمونات غير شاردية مثل هرمونات الستيروئيدات (التستوستيرون والبروجسترون ومشتقات الفيتامينات دي وإيه)، ولنقل الإشارة يجب أن تمر هذه الروابط عبر الغشاء البلازمي عن طريق الانتشار السلبي، وعند الارتباط بالمستقبل تمر الروابط عبر الغشاء النووي إلى النواة، ما يؤدي إلى تغيير في التعبير الجيني.
تتميز جميع الهرمونات التي تعمل عن طريق تنظيم التعبير الجيني بأن لها نتيجتان في آلية عملها، إذ تنتج آثارها بعد فترة زمنية طويلة وتستمر آثارها لفترة طويلة من الزمن، وفي النهاية ينخفض تركيزها إلى الصفر، بسبب الدوران البطيء نسبيًا لمعظم الأنزيمات والبروتينات التي من شأنها إما تعطيل أو إنهاء الروابط. تحتوي المستقبلات النووية على مجالات لربط الحمض النووي، تعمل شوارد الزنك على تثبيت ارتباط الحمض النووي عن طريق الاتحاد مع جزيئات الفوسفات.
تعتبر مستقبلات الستيروئيدات فئة فرعية من المستقبلات النووية الموجودة داخل سيتوبلازما الخلية. ترتبط هذه المستقبلات بمركبات تحتوي على البروتينات الضرورية لتنشيط المستقبلات من خلال مساعدة البروتين على الانثناء بطريقة يستطيع من خلالها الوصول إلى النواة. مستقبلات حمض الريتينويك هي مجموعة فرعية أخرى من المستقبلات النووية، يمكن تنشيطها بواسطة مركبات خاصة ترتبط بالهرمونات التي تنتجها الغدد الصماء، توجد هذه المستقبلات في النواة وتمارس تأثيرها من خلال الارتباط بتسلسل الحمض النووي.

## الاستجابة الخلوية
يمكن أن تؤدي الاستجابة الخلوية لتوصيل الإشارة إلى عدة أنواع من العمليات مثل التنشيط الجيني والتغيرات الاستقلابية. يؤدي تنشيط الجينات إلى مزيد من التأثيرات الخلوية، لأن منتجات الجينات المستجيبة تشمل محرضات التنشيط، ويمكن لعوامل النسخ الناتجة عن تسلسل نقل الإشارة تنشيط المزيد من الجينات، ولذلك يمكن أن يؤدي المنبه الأولي إلى التأثير على عدد كبير من الجينات، ما يؤدي إلى أحداث فيزيولوجية مثل زيادة امتصاص الغلوكوز من الدم وانتقال الكريات البيضاء (العدلات) إلى مواقع الإصابة في الجسم. يشار إلى مجموعة الجينات وترتيب تنشيطها لمحفزات معينة باسم البرنامج الجيني.

## تاريخ
يمكن إرجاع الأفكار الأولى عن توصيل الإشارة إلى عام 1855، عندما اقترح كلود برنارد أن الغدد التي لا تمتلك قنوات مثل الطحال والغدة الدرقية والغدة الكظرية مسؤولة عن إطلاق (إفرازات داخلية) ذات تأثيرات الفيزيولوجية هامة على الجسم. أطلق إرنست ستارلينغ على هذه الإفرازات اسم (هرمونات) في عام 1905، وكان ستارلينغ قد اكتشف بالتعاون مع ويليام بايليس السيكرتين في عام 1902، وعلى الرغم من اكتشاف العديد من الهرمونات الأخرى في السنوات اللاحقة وأهمها الأنسولين، لكن آليات تأثيرها ظلت مجهولة إلى حد كبير.
أدى اكتشاف عامل النمو العصبي من قبل ريتا ليفي مونتالسيني في عام 1954، وعامل نمو البشرة بواسطة ستانلي كوهين في عام 1962، إلى رؤى أكثر وضوحًا حول الأساس الجزيئي لإشارات الخلية، وخاصة عوامل النمو. أدت الأبحاث اللاحقة ولا سيما اكتشاف إيرل ويلبر ساذرلاند لأحادي فوسفات الأدينوزين الحلقي في عام 1956 إلى إعادة تعريف تأثيرات الغدد الصماء وآلية هذه التأثيرات. حصل ساذرلاند على جائزة نوبل في الطب وعلم وظائف الأعضاء عام 1971، بينما تقاسم ليفي مونتالسيني وكوهين نفس الجائزة في عام 1986.
درس مارتن رودبل في عام 1970 تأثيرات الغلوكاغون على مستقبلات غشاء خلايا الكبد عند الفئران، وأشار إلى أن الغوانوزين ثلاثي الفوسفات يفصل الغلوكاغون عن هذا المستقبل ويحفز البروتين جي الذي يؤثر بشدة على عملية الاستقلاب الغذائي للخلية، وهكذا استنتج رودبل أن البروتين جي يلعب دورًا أساسيًا في طريقة تأثير جزيئات الغلوكاغون على الخلية. حصل رودبل بفضل أبحاثه هذه على جائزة نوبل في الطب وعلم وظائف الأعضاء في عام 1994 بالمشاركة مع ألفريد جي غيلمان. ساهمت كل الأبحاث السابقة في صياغة مفهوم توصيل الإشارة، واستخدم المصطلح لأول مرة في عام 1972. استخدمت بعض المقالات المبكرة مصطلحات نقل الإشارات والنقل الحسي، وبحلول عام 2007 كان قد نشر ما مجموعه 48377 ورقة علمية حول هذا الموضوع. ظهر المصطلح بشكل واضح لأول مرة في عنوان لورقة بحثية عام 1979.

## وصلات خارجية
- Signal+Transduction في المكتبة الوطنية الأمريكية للطب نظام فهرسة المواضيع الطبية (MeSH).